# キルン・ハウス
キルン・ハウス(Kiln House)はイギリスのバンド、フリートウッド・マックが発表したアルバムである。1970年に発売した。ピーター・グリーンが脱退してから初のアルバムである。そして、ジェレミー・スペンサーが参加した最後のアルバムである。クリスティン・マクヴィーがレコーディング・セッションに現れ、バッキング・ボーカルとアルバムカバー作成の手助けをした。彼女はメンバーでは無かったが、アルバムが完成してから正式なメンバーとなった。
スペンサーのレトロな50年代へのあこがれとパロディがアルバムを占めているが、ダニー・カーワンのより誠実な歌はほぼ同じくらいに目立っている。「バディーズ・ソング」はバディ・ホリーの母がクレジットされているが、実際の曲は「ペギー・スーの結婚」にバディ・ホリーの曲名をリストアップした新しい歌詞を付けた物である。
カーワンのインストゥルメンタル、「アール・グレイ」の初期版「フェアウェル」が後のコンピレーション、ボードビル・イヤーズに収録された。

## 収録曲
Side 1
1. ディス・イズ・ザ・ロック - "This Is the Rock" (Spencer) – 2:45
2. ステイション・マン - "Station Man" (Kirwan/Spencer/J McVie) – 5:49
3. ブラッド・オン・ザ・フロアー - "Blood on the Floor" (Spencer) – 2:44
4. ハイ・ホー・シルヴァー - "Hi Ho Silver" (Waller/Kirkeby) – 3:05
5. 愛しのジュディー - "Jewel Eyed Judy" (Kirwan/Fleetwood/J McVie) – 3:17

Side 2
1. バディーズ・ソング - "Buddy's Song" (Buddy Holly) – 2:08
2. アール・グレイ - "Earl Gray" (Kirwan) – 4:01
3. ワン・トゥゲザー - "One Together" (Spencer) – 3:23
4. 君のすべてを教えておくれ - "Tell Me All the Things You Do" (Kirwan) – 4:10
5. ミッション・ベル - "Mission Bell" (Hodges/Michael) – 2:32

## クレジット
フリートウッド・マック
- ジェレミー・スペンサー – ギター、ボーカル、ピアノ
- ダニー・カーワン – ギター、ボーカル
- ジョン・マクヴィー – ベース
- ミック・フリートウッド – パーカッション、ドラムス

外部ミュージシャン
- クリスティン・マクヴィー – バックグラウンド・ボーカル(クレジット無し)

## 制作
- プロデューサー: フリートウッド・マック
- エンジニア: マーティン・バーチ
- アルバムカバー画: クリスティン・マクヴィー